# Mehrabads flygplats
Mehrabads flygplats (persiska: فرودگاه مهرآباد, Forudgah-e Mehrabad), eller Mehrabads internationella flygplats (فرودگاه بین‌المللی مهرآباد), (IATA: THR, ICAO: OIII) är en flygplats i Irans huvudstad Teheran som färdigställdes 1938 under Mohammad Reza Pahlavi. För byggnationen ansvarade Svenska Entreprenad AB (Sentab).
Mehrabads flygplats var Teherans primära flygplats innan Imam Khomeinis internationella flygplats byggdes. Den används numera för inrikestrafik.
Iran Air flög tidigare härfrån till Stockholm-Arlanda flygplats och Göteborg-Landvetter flygplats, men gör det numera från Khomeini Airport.